# George Kunda
Pour les articles homonymes, voir Kunda.
 (décembre 2020).
Si vous disposez d'ouvrages ou d'articles de référence ou si vous connaissez des sites web de qualité traitant du thème abordé ici, merci de compléter l'article en donnant les références utiles à sa vérifiabilité et en les liant à la section « Notes et références ».
George Kunda, né le 26 février 1956 à Luanshya et mort le 16 avril 2012 à Lusaka, est un homme politique zambien. Il est le vice-président de Zambie du 2 novembre 2008 au 23 septembre 2011.